# Brough Superior SS80

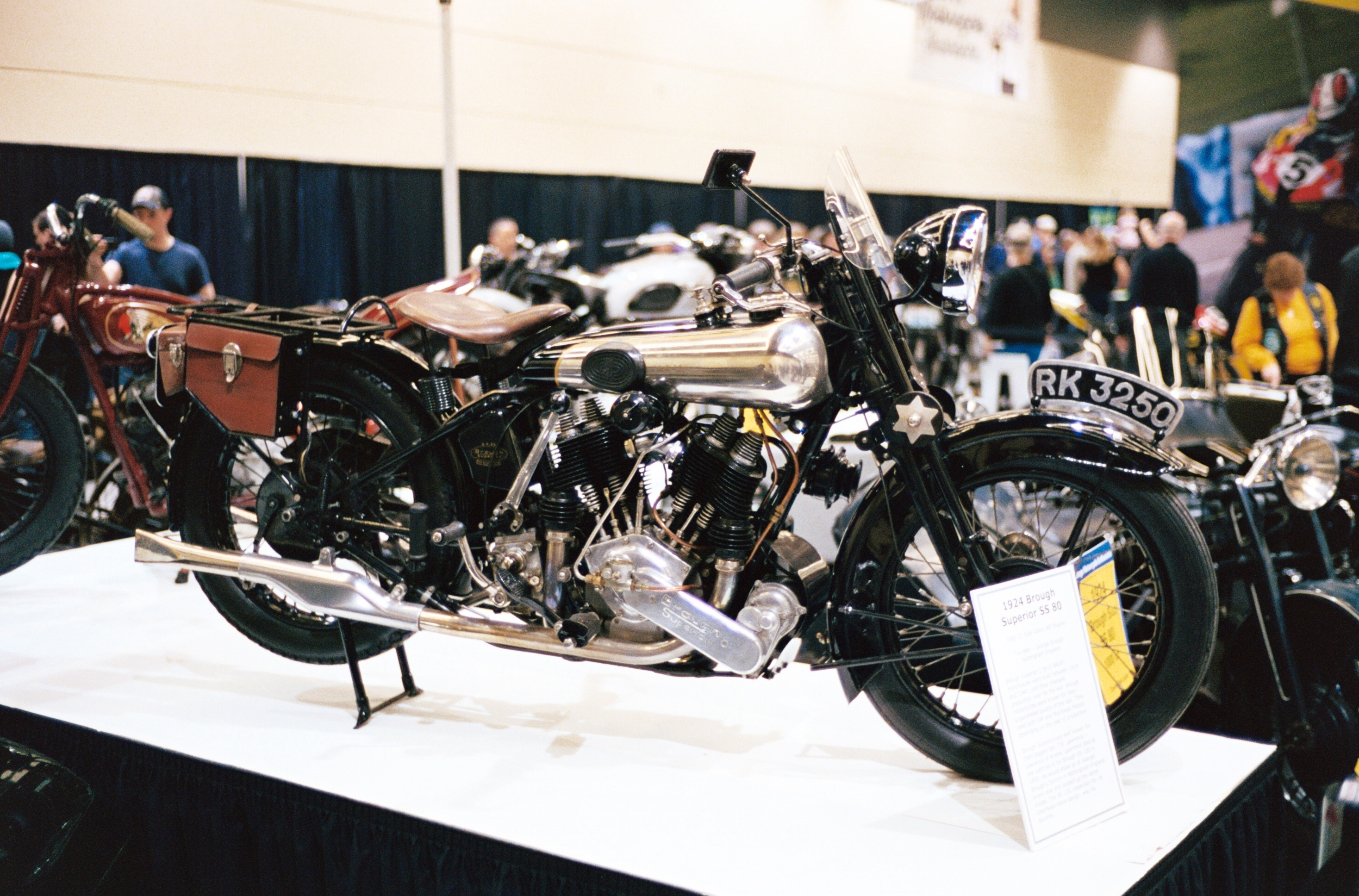

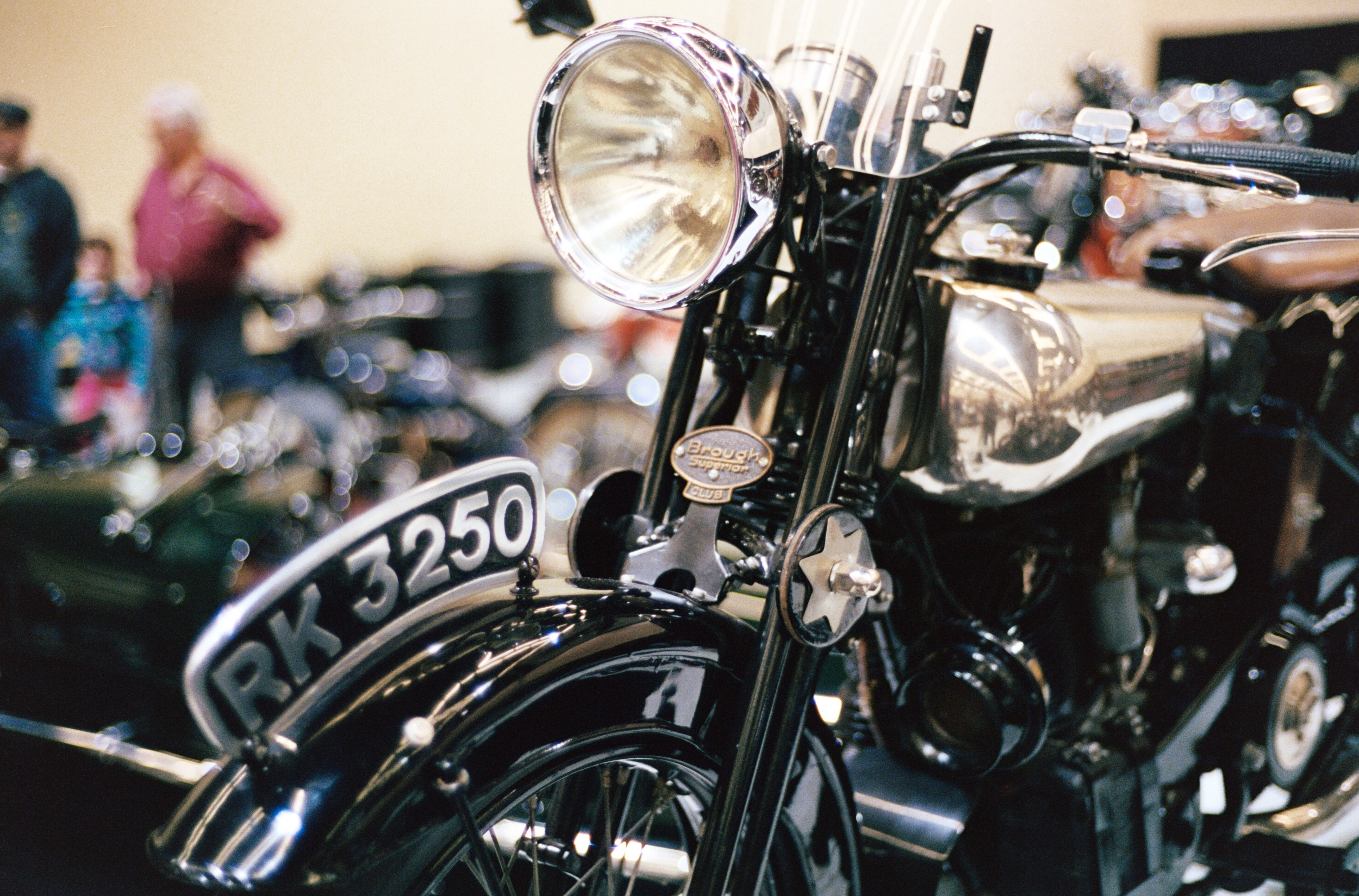

La Brough Superior SS80 progettata e costruita da George Brough a Nottingham, Gran Bretagna, nel 1924. Descritta come la Rolls-Royce delle motociclette restò in produzione fino allo scoppio della seconda guerra mondiale.

## Sviluppo
Il modello SS80 (Super Sport) venne sviluppato nel 1920, subito dopo che George Brough aveva fondato la Brough Superior. La denominazione della motocicletta, SS80,derivava dalla garanzia data da Brough che la moto raggiungeva le 80 miglia orarie (128,7 km/h). 
La moto era rifinita ad uno standard che andava ben al di là delle necessità di molti motociclisti e la SS80 possedeva già tutte le caratteristiche tipiche dei modelli successivi prodotti da questa Casa. 
Sui primi modelli venne montato il motore JAP da 998 cm³  a valvole laterali che doveva essere sostituito con il motore a valvole in testa prodotto dalla Brough Superior per il modello SS100 che venne introdotto alla fine del 1924. Le vendite della SS80 però continuarono ad essere rilevanti e nel 1935 venne montato sulla SS80 il motore bicilindrico a V Matchless da 982 cm³, simile a quello montato sulla Matchless Model X, che Brough modificò. Prima che la produzione venisse interrotta (1939) erano state prodotte 1.086 SS80 delle quali 460 con il motore Matchless.

## La SS80 De Luxe
Le caratteristiche della SS80 De Luxe comprendevano la ruota posteriore completamente molleggiata, forcella anteriore con collegamento inferiore e un motore particolarmente modificato. 
George Brough utilizzò una SS80 soprannominata Spit and Polish, soprannome datogli per il fatto che veniva mantenuta sempre una  finitura immacolata, che divenne la prima motocicletta con motore a valvole laterali a superare le 100 miglia orarie (160 km/h) sul circuito di Brooklands. La stessa motocicletta vinse 51 gare su 52. L'unica gara nella quale la moto non arrivò al primo posto fu dovuta ad una foratura. Brough divenne famoso come pilota e si ritirò dalle gare dopo un serio incidente che lo costrinse ad un ricovero di otto mesi in ospedale per ricevere degli innesti di pelle in quanto non vestiva abiti protettivi.